# Kulturåret 1790

## Händelser
- Januari – Johan Magnus Lannerstjernas pjäs Äfventyraren, eller Resan til månans ö har urpremiär på Svenska Comiske Theatern [1].
- 26 januari – Wolfgang Amadeus Mozarts opera Così fan tutte har urpremiär på Burgtheater i Wien.
- 31 januari – Carl Michael Bellmans pjäs Dramatiska sammankomsten har urpremiär på Haga i Stockholm [2].
- Cathrine Marie Møller blir invald som andra kvinnan i Det Kongelige Danske Kunstakademi.

## Nya verk
- Les 120 journées de Sodome av markis de Sade är avslutat (utgiven först 1904)
- Fredmans epistlar av Carl Michael Bellman
- Den nya skapelsen av Johan Henric Kellgren
- Oden eller asarnes invandring av Carl Gustaf af Leopold

## Födda
- 19 januari – Per Daniel Amadeus Atterbom (död 1855), svensk författare och kritiker.
- 12 maj – Johannes Carsten Hauch  (död 1872), dansk diktare och romanförfattare.
- 26 maj – Sara Wacklin (död 1846), finlandssvensk lärarinna och författare.
- 19 augusti – Giuseppe De Fabris (död 1860), italiensk skulptör.
- 21 oktober – Alphonse de Lamartine (död 1869), fransk författare och politiker.

## Avlidna
- 29 september – Hans Gustaf Rålamb (född 1716), svensk romanförfattare.
- okänt datum – Lovisa Augusti (född 1756), svensk sångare och skådespelare.